# Lemvig Kommune
Lemvig Kommune ist eine dänische Kommune in Jütland. Sie entstand am 1. Januar 2007 im Zuge der Kommunalreform durch Vereinigung der „alten“ Lemvig Kommune mit der bisherigen Kommune Thyborøn-Harboøre im Ringkjøbing Amt.
Lemvig Kommune besitzt eine Gesamtbevölkerung von 19.371 Einwohnern (Stand 1. Januar 2023) und eine Fläche von 508,70 km². Sie ist Teil der Region Midtjylland. Der Sitz der Verwaltung ist in Lemvig.

## Kirchspielsgemeinden und Ortschaften in der Kommune
Auf dem Gemeindegebiet liegen die folgenden Kirchspielsgemeinden (dän.: Sogn) und Ortschaften mit über 200 Einwohnern  (byområder (dt.: „Stadtgebiete“) nach Definition der Statistikbehörde); Einwohnerzahl am 1. Januar 2023, bei einer eingetragenen Einwohnerzahl von Null hatte der Ort in der Vergangenheit mehr als 200 Einwohner:
| Sogn              | Einwohner | Ortschaft        | Einwohner |
| ----------------- | --------- | ---------------- | --------- |
| Bøvling Sogn      | 896       | Bøvlingbjerg     | 474       |
| Dybe Sogn         | 181       |                  |           |
| Engbjerg Sogn     | 37        |                  |           |
| Fabjerg Sogn      | 477       |                  |           |
| Ferring Sogn      | 87        |                  |           |
| Fjaltring Sogn    | 195       |                  |           |
| Flynder Sogn (b)  | 798       | Bækmarksbro (b)  | 526       |
| Gudum Sogn        | 719       | Gudum            | 719       |
| Harboøre Sogn     | 1.647     | Harboøre         | 1.421     |
| Heldum Sogn       | 719       |                  |           |
| Hove Sogn         | 456       | Klinkby          | 426       |
| Hygum Sogn        | 187       |                  |           |
| Lemvig Sogn       | 4.421     | Lemvig           | 6.827     |
| Lomborg Sogn      | 0         | Lomborg          | 324       |
| Møborg Sogn (b)   | 640       |                  |           |
| Nees Sogn         | 371       |                  |           |
| Nørlem Sogn       | 1.958     |                  |           |
| Nørre Nissum Sogn | 1.274     | Nørre Nissum     | 990       |
| Ramme Sogn        | 750       | Bonnet (a) Ramme | < 200 392 |
| Rom Sogn          | 0         |                  |           |
| Thyborøn Sogn     | 1.898     | Thyborøn         | 1.898     |
| Trans Sogn        | 28        |                  |           |
| Tørring Sogn      | 391       |                  |           |
| Vandborg Sogn     | 250       |                  |           |